# Peter Scheele
Peter Scheele (Arnhem, 7 juli 1962) is een Nederlandse tv-programmamaker, evangelist en schrijver van christelijke boeken. Ook heeft hij creationistische werken gepubliceerd.

## Levensloop
Scheele werd geboren in een gezin van drie kinderen en groeide op in Deventer. Zijn vader was huisarts en zijn moeder verpleegkundige. Hij studeerde twee jaar elektrotechniek aan de  Technische Universiteit Eindhoven, en daarna zes jaar theologie op HBO-niveau aan het Bijbelinstituut België te Heverlee (dat later opgegaan is in de Evangelische Theologische Faculteit Leuven), België. In diezelfde periode (van 1985 tot 1988) was hij leider van een woongroep en van 1986 tot 1990 leider van een eetcafé van Youth for Christ in Eindhoven.
Hij richtte in 1986 de Jezus-fanklub (later: Jezus-fanclub) op, die beoogde het evangelie op creatieve wijze aan de man te brengen. Bekend werd hij vooral met het circa vijf minuten durende EO-programma Peter, waarbij hij mensen eveneens op een ietwat ludieke manier met het evangelie in aanraking probeerde te brengen. Daarna volgden de (langere) programma's Peter: Vrienden, interaktief en De bushalte, die aansloten op Peter.
In 2004 raakte hij betrokken bij cursus Waarom Jezus? van de EO. In 2005 werd hij voor enkele jaren ambassadeur voor World Vision, een organisatie voor ontwikkelingshulp. Scheele sprak verschillende keren op de EO-Jongerendag. Op het Flevo Festival in 2009 ging hij als creationist in debat met Cees Dekker, een bekend theïstisch evolutionist.
Na een pauze van ongeveer een decennium, begon Scheele vanaf 2020 weer met het publiceren van boeken, over bijbelse profetieën: Openbaring, Hosea en Zacharia.
Scheele haalde in 2021 het nieuws omdat zijn LinkedIn-account was geblokkeerd omdat hij daar argumenten publiceerde over mogelijke verkiezingsfraude bij de Amerikaanse presidentsverkiezingen van 2020.

## Wetenswaardigheden
- Scheele zegt met nadruk geen 'evangelist' te willen zijn. Hij geeft de voorkeur aan 'Jezus-fan: "En als fan vind ik het prettig om met anderen over mijn idool te praten..."
- In 2002 was Scheele lijsttrekker voor de ChristenUnie in Eindhoven. 1453 kiezers stemden op zijn partij, 113 stemmen te weinig voor een zetel.

## Publicaties
- Visserslatĳn: handboek voor evangelisatie, 1995, Buijten & Schipperheijn; ISBN 9058812278.
- Degeneratie: het einde van de evolutietheorie en een wetenschappelijk alternatief, 1997, Buijten & Schipperheijn; ISBN 9060649389.
- Ik ben Jezus-fan: maar hoe word jij er een?, 1999, Buijten & Schipperheijn; ISBN 9060649907.
- Koehandel: Paulus legt het nog maar een keer uit, aan de hand van zĳn eigen brief aan de Galaten, 2002, Buijten & Schipperheijn; ISBN 9058810941.
- Onbekendegod.nl, 2003, Buijten & Schipperheijn; ISBN 9058811301.
- Leverworst, communicatie en beren: door vraaggestuurde coaching mensen helpen zelf te ontdekken wie God is..., 2006, Buijten & Schipperheijn; ISBN 9058812219.
- Waarom? vraaggestuurde coaching: mensen bij Jezus brengen in de 21ste eeuw, 2008, Buijten en Schipperheijn; ISBN 9058813657.
- Bijbelse Geschiedenis in Woord en beeld (deel 3): het ontstaan van de wereld en de mens, 2011, House of Knowledge; ISBN 9789461620637.
- De beelden van Openbaring, 2020, Scholten; ISBN 9789492959812.
- Het evangelie volgens Hosea, 2021, Scholten; ISBN 9789083114880.
- De openbaring van Zacharia, 2021, Scholen; ISBN 9789083171746.

## Persoonlijk
Scheele heeft drie kinderen.